# Список поглощений Oracle

В данном списке приводятся сведения об опубликованных поглощениях, осуществлённых корпорацией Oracle, включая приобретение компаний и отдельных подразделений.

## Поглощения
Каждое указанное ниже поглощение было полным, если не указано иное. В качестве даты поглощения указаны даты заключения соглашения между сторонами. Стоимость приобретения указана в миллионах долларов США.